# Акбай (Туркестанская область)
Акбай (каз. Ақбай) — село в Сайрамском районе Туркестанской области Казахстана. Входит в состав Карасуского сельского округа. Код КАТО — 515257200.

## Население
В 1999 году население села составляло 1676 человек (854 мужчины и 822 женщины). По данным переписи 2009 года, в селе проживало 1870 человек (968 мужчин и 902 женщины).